# Qui e adesso
Qui e adesso è un varietà musicale televisivo italiano in onda in prima serata su Rai 3 dal 3 al 30 dicembre 2020 per quattro puntate, con la conduzione di Massimo Ranieri dal Teatro Sistina di Roma.

## Il programma
Ranieri è accompagnato da un'orchestra e da un corpo di ballo, ed è affiancato in tutte le puntate dai comici The Jackal, Maria Di Biase, le EbbaneSis e il giornalista Marino Bartoletti che commenta le 4 puntate insieme all'avvocato Giorgio Assumma.

## Puntate
| Puntata       | Messa in onda    | Ospiti                                                                                  | Media Telespettatori | Media Share | Fonte |
| ------------- | ---------------- | --------------------------------------------------------------------------------------- | -------------------- | ----------- | ----- |
| 1             | 3 dicembre 2020  | Gianni Morandi, Giuliano Sangiorgi, Cristiana Dell'Anna e Adriano Panatta               | 1.505.000            | 6,46%       | [ 1 ] |
| 2             | 10 dicembre 2020 | Arturo Brachetti, Arisa, Claudia Gerini, Francesco De Gregori e Salvador Sobral         | 1.123.000            | 4,80%       | [ 2 ] |
| 3             | 25 dicembre 2020 | Renato Zero, Rocío Muñoz Morales, Giovanni Allevi, Al Bano e Gianni Togni               | 1.531.000            | 6,61%       | [ 4 ] |
| 4             | 30 dicembre 2020 | Gianna Nannini, Irama, Nina Zilli, Paolo Jannacci, Giorgio De Bortoli e Adriano Panatta | 1.385.000            | 6,05%       | [ 5 ] |
| Media auditel | Media auditel    | Media auditel                                                                           | 1.386.000            | 5,98%       |       |